# Cristian Palomeque
Cristian Palomeque (Medellín, Antioquia, Colombia; 2 de abril de 1994) es un futbolista colombiano que juega de extremo. Actualmente se encuentra sin equipo.

## Trayectoria

### Alianza Petrolera
Con la llegada de Juan Carlos Osorio a la dirección técnica de Atlético Nacional en mayo de 2012, fue cedido al Alianza Petrolera para que buscara minutos de juego. Durante el segundo semestre del 2012 fue pieza fundamental del ascenso del club a la Categoría Primera A anotando 7 goles. Ya en primera división se consolida como titular en el club jugando en el 2013 39 partidos y marcando 5 goles.

### Once Caldas
Debuta con el equipo albo el 31 de enero de 2014 por la segunda fecha de la liga postobon frente a Patriotas FC.

### Colón
El 31 de diciembre de 2015 es confirmada su cesión al Club Atlético Colón de Argentina.
Su debut sería el 18 de febrero en la victoria de su equipo 3-0 sobre Belgrano jugando cinco minutos.

### Real Cartagena
En enero de 2017 Cristian fue cedido a Real Cartagena por Atlético Nacional.

## Selección nacional
Fue convocado durante el 2012 a una serie de microciclos de preparación para el campeonato suramericano sub-20 que se llevaría a cabo en Argentina durante enero del 2013. En dicho certamen fue el titular de la selección campeona por la banda izquierda jugando como lateral y no como un mediocampista. También fue convocado para jugar el Torneo Esperanzas de Toulon 2013 de ese año con el cual la selección quedó subcampeona y donde marcó un gol. También fue seleccionado para jugar el mundial de dicha con la que llegó hasta los octavos de final del torneo.

### Participaciones internacionales
| Campeonato                       | Sede      | Resultado        |
| -------------------------------- | --------- | ---------------- |
| Sudamericano Sub-20 de 2013      | Argentina | Campeón          |
| Torneo Esperanzas de Toulon 2013 | Francia   | Subcampeón       |
| Mundial Sub-20 2013              | Turquía   | Octavos de final |

## Clubes
| Club                  | País           | Año         |
| --------------------- | -------------- | ----------- |
| Alianza Petrolera     | Colombia       | 2012 - 2013 |
| Once Caldas           | Colombia       | 2014        |
| San Antonio Scorpions | Estados Unidos | 2015        |
| Jaguares de Córdoba   | Colombia       | 2015        |
| Colón                 | Argentina      | 2016        |
| Real Cartagena        | Colombia       | 2017        |
| Alianza Petrolera     | Colombia       | 2018        |
| La Equidad            | Colombia       | 2019        |
| Alianza Petrolera     | Colombia       | 2020        |
| Mushuc Runa           | Ecuador        | 2021 - 2023 |
| Juticalpa F.C.        | Honduras       | 2023        |

## Estadísticas
| Alianza Petrolera · Colombia |               |               |    |    |    |   |   |    |    |      |      |
| 2.ª | 2012          | 17            | 7  | 0  | 0  | - | - | 17 | 7  | 0,41 |      |
| 1.ª | 2013          | 28            | 4  | 11 | 1  | - | - | 39 | 5  | 0,13 |      |
| Total club | Total club    | 45            | 11 | 11 | 1  | 0 | 0 | 56 | 12 | 0,21 |      |
| Once Caldas · Colombia |               |               |    |    |    |   |   |    |    |      |      |
| 1.ª | 2014          | 17            | 2  | 7  | 1  | 0 | 0 | 24 | 3  | 0,14 |      |
| Total club | Total club    | 17            | 2  | 7  | 1  | 0 | 0 | 24 | 3  | 0,14 |      |
| San Antonio Scorpions Estados Unidos |               |               |    |    |    |   |   |    |    |      |      |
| 1.ª | 2015          | 1             | 0  | 0  | 0  | - | - | 1  | 0  | 0,0  |      |
| Total club | Total club    | 1             | 0  | 0  | 0  | 0 | 0 | 1  | 0  | 0,0  |      |
| Jaguares de Córdoba · Colombia |               |               |    |    |    |   |   |    |    |      |      |
| 1.ª | 2015          | 11            | 2  | 0  | 0  | - | - | 11 | 2  | 0,18 |      |
| Total club | Total club    | 11            | 2  | 0  | 0  | 0 | 0 | 11 | 2  | 0,18 |      |
| Colón Argentina |               |               |    |    |    |   |   |    |    |      |      |
| 1.ª | 2016          | 3             | 0  | 0  | 0  | - | - | 3  | 0  | 0,00 |      |
| Total club | Total club    | 3             | 0  | 0  | 0  | 0 | 0 | 3  | 0  | 0,00 |      |
| Mushuc Runa · Ecuador |               |               |    |    |    |   |   |    |    |      |      |
| 1.ª | 2021          | 0             | 0  | 0  | 0  | - | - | 0  | 0  | 0,00 |      |
| Total club | Total club    | 0             | 0  | 0  | 0  | - | - | 0  | 0  | 0,00 |      |
| Total carrera | Total carrera | Total carrera | 77 | 15 | 18 | 2 | 0 | 0  | 95 | 17   | 0,18 |
| (1) Incluye datos de la Copa Colombia (2013) y Copa Ecuador (2021). (2) Sin Participaciones. (3) Media de goles por encuentro. No incluye goles en partidos amistosos. |               |               |    |    |    |   |   |    |    |      |      |

- Fuente: fichajes.com

## Palmarés

### Campeonatos nacionales
| Título    | Club              | País     | Año  |
| --------- | ----------------- | -------- | ---- |
| Primera B | Alianza Petrolera | Colombia | 2012 |

### Torneos internacionales
| Título                         | Club                      | Lugar     | Año  |
| ------------------------------ | ------------------------- | --------- | ---- |
| Campeonato Sudamericano Sub-20 | Selección Colombia Sub-20 | Argentina | 2013 |